# Pliske (rod)
Pliske ili pastirice (лат. Motacilla) su rod malih ptica pevačica. Šumska pliska pripada monotipskom rodu Dendronanthus koji je jako filogenetski blizak rodu Motacilla da je ponekad uključivana u njega. Pastirice su ime dobile po karakterističnom ponašanju praćenja pastira sa govedima ili ovcama, koje prilikom napasanja podižu insekte kojima se ove ptice hrane. Zajedno sa trepteljkama i dugokandžicama formiraju familiju pliski.

## Karakteristike
Pliske su vitke, često živopisno obojene, insketivorne vrste koje plen sakupljaju na zemlji ili u letu i naseljavaju različita staništa Starog sveta. Recentne vrste koje se gnezde u Evropi, Africi i Aziji su parcijalni ili pravi migranti. Dve vrste koje se gnezde na Aljasci se mogu seliti čak i do Australije.
Gnezde se na zemlji, gde polažu i do 6 jaja. Ono po čemu su lako prepoznatljive je njihovo gore-dole mlatarenje repom. Još uvek nije objašnjen razlog takvog ponašanja i pomeranja repa. Predlagana objašnjenja su da je to jedna od strategija kojom plaše plen ili pokazivanje podređenosti drugim pliskama. Poslednje studije navode da ovim ponašanjem ukazuju na stanje opreznosti. što može pomoći u odvraćanju predatora.

## Sistematika
Na prvi pogled, pliske izgledaju kao da su razdvojene na pliske sa žutim i belim stomakom ili na grupe koje uključuju vrste sa crnom glavom na jednu stranu ili vrste sa sivom glavom, mada mogu biti i maslinasto zelene, žute ili drugih boja. Međutim, to nisu prave evolutivne linije, pogotovo što promena boje stomaka može biti uzrokovana promenom količine melanina i ta promena se dešavala nekoliko puta nezavisno. To sve ukazuje na to da su odnosi u ovoj grupi mnogo suptilniji. 
Mitohondrijalna DNK (mtDNK), citohrom b i subjedinica 2 NADH dehidrogenaze su slabo upotrebljivi za sekvencioniranje i odvajanje ovih vrsta (Voelker, 2002). Osnovna sumnja je da postoje tri supervrste sa belim stomacima, što je potvrđeno kod crnogrle pliske. Takođe postoji jedna supervrsta u subsaharskoj Africi, gde se sreću tri belogrle vrste sa crnim povezom preko grudi. Preostalih 5 vrsta su jako morfološki promenljive i njihova veza sa dva potvrđena kladusa u okviru ovog reda još nije zadovoljavajuće objašnjena.
Poreklo roda se vezuje za region istočnog Sibira i Mongolije. Pliske su se vrlo brzo raširile celom Evroazijom i raselile do Afrike u gornjem pliocenu.
Tri vrste su poli i parafiletske u sadašnjoj taksonomiji, pri čemu se neke podvrste moraju pregrupisati ili vrste podeliti u nove vrste. Žuta pliska je oduvek bila taksonomska noćna mora, u okviru koje se sreće gomila prihvaćenih podvrsta i podjednako veliki broj neprihvaćenih podvrsta. Dve preostale monohrone vrste, mekonška pliska (Motacilla samveasnae) i afrička bela pliska (Motacilla aguimp) verovatno su jako filogenetski bliske i to je dobar primer konvergentne evolucije.
Praistorijske forme pliski su fosilni nalazi Motacilla humata-e i Motacilla major-a.
Motacilla je latinsko ime za belu plisku; nastalo od deminutiva reči motare, „kretati se u nekom pravcu”, i od reči koja je još od srednjeg veka pogrešno interpretirana, cilla koja znači „rep”.

## Vrste u taksonomskom redu
- Bela pliska (Motacilla alba) - polifiletska ili parafiletska
- Japanska pliska
- Beloobrva pliska
- Mekonška pliska
- Afrička bela pliska
- Žutoglava pliska - moguće parafiletska
- Zapadna žuta pliska - moguće parafiletska
- Istočna žuta pliska - moguće parafiletska
- Potočna pliska
- Kapska pliska
- Žutotrba pliska
- Planinska pliska

Mekonška pliska je opisana kao nova vrsta tek u 2001.

### Bivše vrste
Ranije su neki autoriteti smatrali da su ove navedene vrste one koje treba pripojiti rodu Motacilla:
- Crvenobrki bulbul (tada poznat kao Motacilla emeria)[4]

## Galerija vrsta
- Bela pliska
- Japanska pliska
- Afrička bela pliska
- Beloobrva pliska
- Mekonška pliska
- Žutoglava pliska
- Zapadna žuta pliska
- Istočna žuta pliska
- Potočna pliska
- Kapska pliska
- Žutotrba pliska
- Planinsla pliska

## Literatura
- Voelker, Gary (2002). „Systematics and historical biogeography of wagtails: Dispersal versus vicariance revisited”. Condor. 104 (4): 725—739. doi:10.1650/0010-5422(2002)104[0725:SAHBOW]2.0.CO;2.

## Spoljašnje veze
- Chisholm, Hugh, ур. (1911). „Wagtail”.  (на језику: енглески) (11 изд.). Cambridge University Press.
- Wagtail videos Архивирано на веб-сајту  (20. август 2010) on the Internet Bird Collection